# Epicauta melanocephala
Epicauta melanocephala es una especie de coleóptero de la familia Meloidae.

## Distribución geográfica
Habita en Guinea (África).